# Lucas Ayala
Lucas Emanuel Ayala Miño (ur. 11 sierpnia 1978 w Buenos Aires) – meksykański piłkarz pochodzenia argentyńskiego występujący na pozycji defensywnego pomocnika, obecnie zawodnik Atlasu. Jego teść Osvaldo Batocletti również był piłkarzem.

## Kariera klubowa
Ayala pochodzi ze stołecznego miasta Buenos Aires i jest wychowankiem tamtejszego zespołu Racing Club de Avellaneda. W 1993 roku wraz z reprezentacją kilku kategorii wiekowych akademii juniorskiej Racingu wziął udział w zorganizowanym przez grupę biznesmenów tournée po Meksyku. Podczas spotkań rozgrywanych przez jego ekipę w kilku meksykańskich miastach był obserwowany przez wysłanników tamtejszych drużyn, a po upływie ponad roku od tamtego wydarzenia za pośrednictwem jednego z przedsiębiorców został zaproszony na testy do klubu CF Monterrey. Niedługo potem podpisał umowę z tym zespołem, jako szesnastolatek przenosząc się na stałe do Meksyku, gdzie spędził resztę swojej kariery, przyjmując tamtejsze obywatelstwo. W Monterrey spędził kolejne pięć lat, jednak wobec początkowych problemów z kontraktem i kontuzjami nie zdołał przebić się do pierwszej drużyny, mimo iż za kadencji chilijskiego trenera Arturo Salaha regularnie uczestniczył w jej treningach. Występował głównie w drugoligowych rezerwach klubu – Saltillo Soccer, zaś w 1999 roku w barwach seniorskiego zespołu Monterrey wystąpił w turnieju Copa Libertadores.
Latem 1999 Ayala dzięki pomocy ze strony Antonio Mohameda, swojego kolegi klubowego z Monterrey, znalazł zatrudnienie w drugoligowym Tigrillos UANL, filii występującego w najwyższej klasie rozgrywkowej Tigres UANL. W drugiej lidze meksykańskiej spędził kolejne kilka lat, nie odnosząc większych sukcesów; po odejściu z Tigrillos został zawodnikiem klubu Correcaminos UAT z siedzibą w mieście Ciudad Victoria, a w późniejszym czasie przez pół roku znów reprezentował barwy Saltillo Soccer. W styczniu 2003 przeszedł do ekipy Jaguares de Tapachula, w której także spędził sześć miesięcy, po czym został zawodnikiem prowadzonej przez Mohameda drużyny CD Zacatepec. Na początku 2004 roku przeniósł się do pierwszoligowego Tiburones Rojos de Veracruz, gdzie zadebiutował w meksykańskiej Primera División po niemal dziesięciu latach pobytu w tym kraju, 24 stycznia 2004 w zremisowanym 1:1 spotkaniu z Monterrey. Premierowego gola w pierwszej lidze strzelił natomiast 27 marca tego samego roku w wygranej 1:0 konfrontacji z Tigres UANL. Ogółem w barwach Veracruz spędził bez większych sukcesów trzy i pół roku jako kluczowy zawodnik, zostając ulubieńcem kibiców.
W lipcu 2007 Ayala przeszedł do klubu Tigres UANL z siedzibą w Monterrey, gdzie również szybko wywalczył sobie miejsce w wyjściowej jedenastce. Na początku 2009 roku został wypożyczony na pół roku do zespołu Club Atlas z miasta Guadalajara, w którego barwach miał niepodważalną pozycję w pierwszym składzie. Po powrocie do Tigres w tym samym roku triumfował z nim w rozgrywkach SuperLigi, jednak z biegiem czasu tracił pewną pozycję w pierwszym składzie i swój czteroletni pobyt w tej drużynie kończył jako głęboki rezerwowy. W styczniu 2009 znów udał się na wypożyczenie do Club Atlas, a po upływie sześciu miesięcy w następstwie udanych występów zarząd ekipy zdecydował się wykupić go na stałe. W jesiennym sezonie Apertura 2013 dotarł z Atlasem do finału krajowego pucharu – Copa MX, pełniąc rolę podstawowego gracza środka pola.
| Sezon     | Klub                        | Kraj   | Rozgrywki  | Mecze | Bramki |
| --------- | --------------------------- | ------ | ---------- | ----- | ------ |
| 1998/1999 | CF Monterrey                | Meksyk | Liga MX    | 0     | 0      |
| 1999/2000 | Tigrillos UANL              | Meksyk | Ascenso MX |       |        |
| 2000/2001 | Correcaminos UAT            | Meksyk | Ascenso MX |       |        |
| 2001/2002 | Saltillo Soccer             | Meksyk | Ascenso MX | 11    | 0      |
| 2002/2003 | Jaguares de Tapachula       | Meksyk | Ascenso MX | 14    | 1      |
| 2003/2004 | CD Zacatepec                | Meksyk | Ascenso MX | 7     | 0      |
| 2003/2004 | Tiburones Rojos de Veracruz | Meksyk | Liga MX    | 15    | 2      |
| 2004/2005 | Tiburones Rojos de Veracruz | Meksyk | Liga MX    | 33    | 2      |
| 2005/2006 | Tiburones Rojos de Veracruz | Meksyk | Liga MX    | 25    | 1      |
| 2006/2007 | Tiburones Rojos de Veracruz | Meksyk | Liga MX    | 34    | 1      |
| 2007/2008 | Tigres UANL                 | Meksyk | Liga MX    | 31    | 2      |
| 2008/2009 | Tigres UANL                 | Meksyk | Liga MX    | 19    | 0      |
| 2008/2009 | Club Atlas                  | Meksyk | Liga MX    | 16    | 1      |
| 2009/2010 | Tigres UANL                 | Meksyk | Liga MX    | 25    | 0      |
| 2010/2011 | Tigres UANL                 | Meksyk | Liga MX    | 3     | 0      |
| 2010/2011 | Club Atlas                  | Meksyk | Liga MX    | 16    | 0      |
| 2011/2012 | Club Atlas                  | Meksyk | Liga MX    | 26    | 1      |
| 2012/2013 | Club Atlas                  | Meksyk | Liga MX    | 29    | 0      |
| 2013/2014 | Club Atlas                  | Meksyk | Liga MX    |       |        |

## Kariera reprezentacyjna
W seniorskiej reprezentacji Meksyku Ayala zadebiutował za kadencji szwedzkiego selekcjonera Svena-Görana Erikssona, 28 stycznia 2009 w przegranym 0:1 meczu towarzyskim ze Szwecją.